# 이준상 (탁구 선수)
이준상(李俊尙, 1990년 10월 19일 ~ )은 서울시청 소속의 대한민국 남자 탁구 선수이다.